# Nora Aunor
Nora Aunor, nascuda com a Nora Cabaltera Villamayor, (Camarines Sud, 1953 — 16 d'abril de 2025), fou una actriu i cantant filipina. Inicià la seva carrera com a cantant durant l’adolescència, als anys seixanta. El 1967 debutà al cinema i, al llarg de la seva trajectòria, participà en més de 170 pel·lícules, amb interpretacions en títols com Himala (1982), The Flor Contemplacion Story (1995), Tatlong Taong Walang Diyos (1976), Bulaklak sa City Jail (1984) i Thy Womb (2012), per la qual rebé el premi a la millor actriu als Asian Film Awards. A més, va ser guardonada amb altres reconeixements, entre els quals, cinc premis FAMAS i set Gawad Urian. A més de la seva activitat cinematogràfica, Aunor també va participar en obres de teatre i programes de televisió. El 2022 fou distingida com a Artista Nacional de Cinema i Arts de Radiodifusió, esdevenint la primera actriu a rebre aquest títol.